# 清冠二號
台灣清冠二號，簡稱清冠二號、英文名NRICM102，是2021年由中華民國國家中醫藥研究所開發的輔助治療重症2019冠状病毒病病患的中药複方。此複方是由國家中醫藥研究所公告的《新型冠狀病毒病中醫臨床分期治療指引》中之「危重症方」所增減劑量，並經由基原鑑定與臨床測試而成的強化配方，此配方具有專利和商標名。本方僅適用於缺氧重症、危重症患者，未經中醫師診療，切勿自行購買藥材煎煮。

## 藥方
根據研發單位發表在論文上的記載，清冠二號的方劑由黃芩、魚腥草、栝蔞實、炮附子、厚朴、茯苓、玉竹、半夏、綿茵陳、炙甘草，共十味藥材組成。由於使用了藥性猛烈的劇毒成分，僅適用於缺氧重症、危重症患者，在住院期間於醫生嚴密監控下方能使用，切勿自行購買藥材煎煮。

## 臨床應用與研究結果
2021年於動物實驗發現對改善肺纖維化有效，初步臨床試驗成效也不錯。研究顯示，清冠二號具有五大功效：抑制SARS-CoV-2病毒活性；免疫調節活性-抑制Spike蛋白誘發細胞激素表現活性；抑制急性肺發炎損傷活性；肺栓篩保護活性；預防及改善肺纖維化潛力。
2022年4月13日，衛福部國家中醫藥研究所所長蘇奕彰發表說明清冠一號與清冠二號的真實世界治療效果。在2021年5到8月本土疫情期間，清冠一號收案總數為369案，以是否有使用清冠一號進行樣本分析，配對總數為149對，即298案。其中有使用清冠一號的案例沒有出現轉入ICU或是插管的情形，未使用清冠一號的案例則有14例出現轉入ICU或是插管的情形。清冠二號則是收案總數為366案，樣本分析的配對總數為123對，即246案。其中有使用清冠二號的案例有7例死亡，未使用清冠二號的案例則有27例死亡。綜合結果顯示有使用清冠一號的輕症者皆未轉入加護病房或插管，使用清冠二號的重症者死亡率也比未用藥者低，唯此結果尚未在有審核機制之期刊發表。
2022年9月8日，衛福部國家中醫藥研究所公布台灣清冠一號、二號臨床療效，與僅接受西醫常規治療病患相比，搭配清冠一號治療的輕、中症患者均未轉重症，使用清冠二號顯著降低74%死亡率。沈郁強解釋，清冠二號可抑制新冠肺炎誘發，並可調降嗜中性球胞外誘捕陷阱活化造成的肺血栓，目前對於Omicron亞型變異株BA.4及BA.5皆有顯著效果。